# Kadastrale gemeente
De kadastrale gemeente is in Nederland het eerste gedeelte van de kadastrale aanduiding van een perceel.
Bij de oprichting van het Kadaster waren de kadastrale gemeenten gelijk aan de burgerlijke gemeenten, of zelfs aan de voormalige heerlijkheden (die samengevoegd waren bij de instelling van de gemeenten). Bij het samenvoegen van gemeenten werden de vervallen gemeenten om praktische redenen niet hernoemd.
Zo bestaat het grondgebied van de gemeente Groningen uit de kadastrale gemeenten:
- Groningen (de oorspronkelijke gemeente Groningen, voor 1915)
- Groningen AA enz. (twee afgesplitste gedeelten van de gemeente Adorp en Bedum)
- Haren (het gebied van de voormalige gemeente Haren
- Helpman (voormalige dorp Helpman)
- Hoogkerk (voormalige gemeente Hoogkerk)
- Noorddijk (het gebied van de voormalige gemeente Noorddijk)
- Ten Boer (het gebied van de voormalige gemeente Ten Boer)

Binnen een burgerlijke gemeente worden niet altijd de oude grenzen gehandhaafd. Zo zijn de gedeelten van Noorddijk overgegaan naar de gemeente Groningen AA enz.
Krijgt de burgerlijke gemeente een nieuwe naam, dan houden de kadastrale gemeenten vaak hun oude naam. Zo bestond de gemeente Eemsmond uit de kadastrale gemeenten Kantens, Uithuizen en Uithuizermeeden, Usquert en Warffum.

## AKR-code
In het AKR, de geAutomatiseerde Kadastrale Registratie, worden de gemeentenamen aangeduid door een code van drie letters en twee cijfers (00 tot maximaal 99). De drie letters zijn de beginletters van de eerste drie lettergrepen van de gemeentenaam. Als de naam uit twee lettergrepen bestaat zijn het de beginletters hiervan plus de laatste letter van de naam. Bestaat de naam uit een lettergreep, dan is de code gelijk aan de eerste drie letters van de naam. Als de naam minder dan drie letters heeft, dan wordt de code aangevuld met X-en.
- UHZ = Uithuizen (maar ook van Uithuizermeeden)
- RDN = Roden
- LEE = Leek (maar ook van Leens)
- EEX = Ee

De code moet meestal aangevuld met twee cijfers om de gelijke codes te onderscheiden.
- UHZ02 = Uithuizen
- UHZ03 = Uithuizermeeden

De kadastrale gemeente is onderverdeeld in secties.